# Kaparot

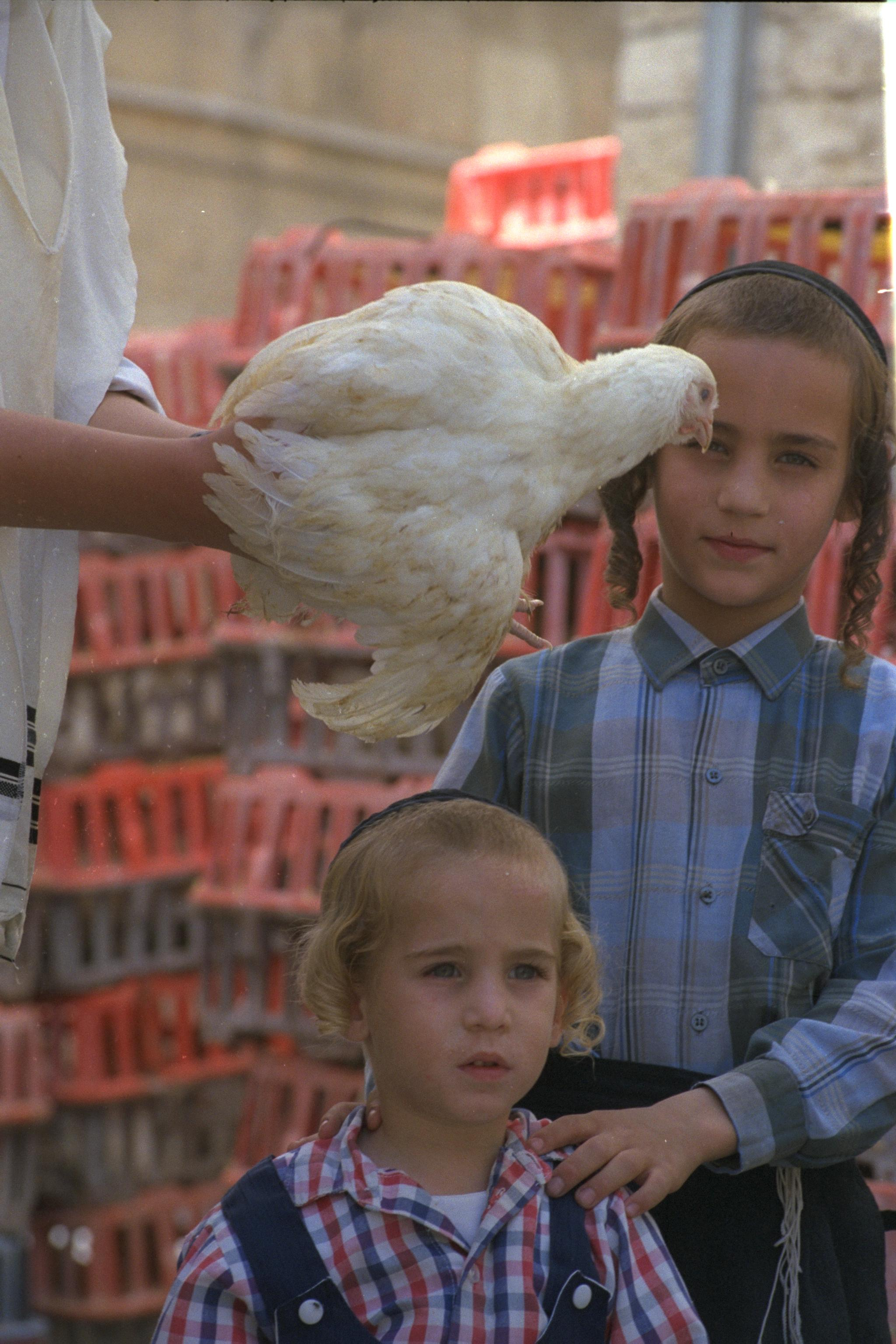
Ritual de kaparot na véspera do Yom Kippur

Kaparot (em hebraico:  כפרות, transliteração Asquenaz: Kaporois, Kapores) é um ritual de expiação costumeiro praticado por alguns judeus na véspera do Yom Kipur. É uma prática em que um frango ou dinheiro é passado sobre a cabeça de uma pessoa e o frango é então abatido de acordo com as regras haláchicas.

## Etimologia

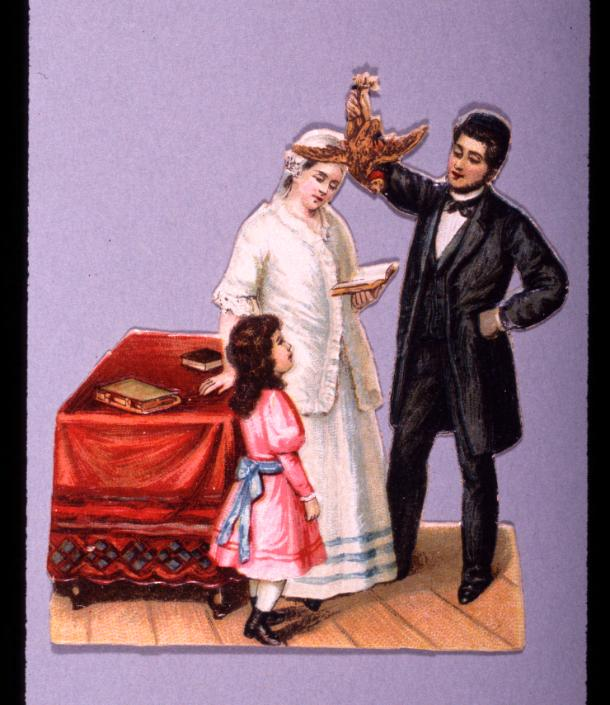
Litografia de Kapparot, final do século XIX/início do século XX

Kapará (כפרה), o singular de kaparot, significa 'expiação' e vem da raiz hebraica k-p-r, que significa 'expiar'.

## Prática

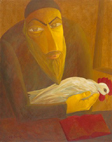
O Shochet com o Galo, de Israel Tsvaygenbaum, 1997

Na tarde antes do Yom Kipur, alguém prepara um item a ser doado aos pobres para consumo na refeição pré-Yom Kipur, recita as duas passagens bíblicas dos Salmos 107:17–20 e Jó 33:23–24, e então balança a doação de caridade preparada sobre a cabeça três vezes enquanto recita uma oração curta três vezes.

### Usando um galo

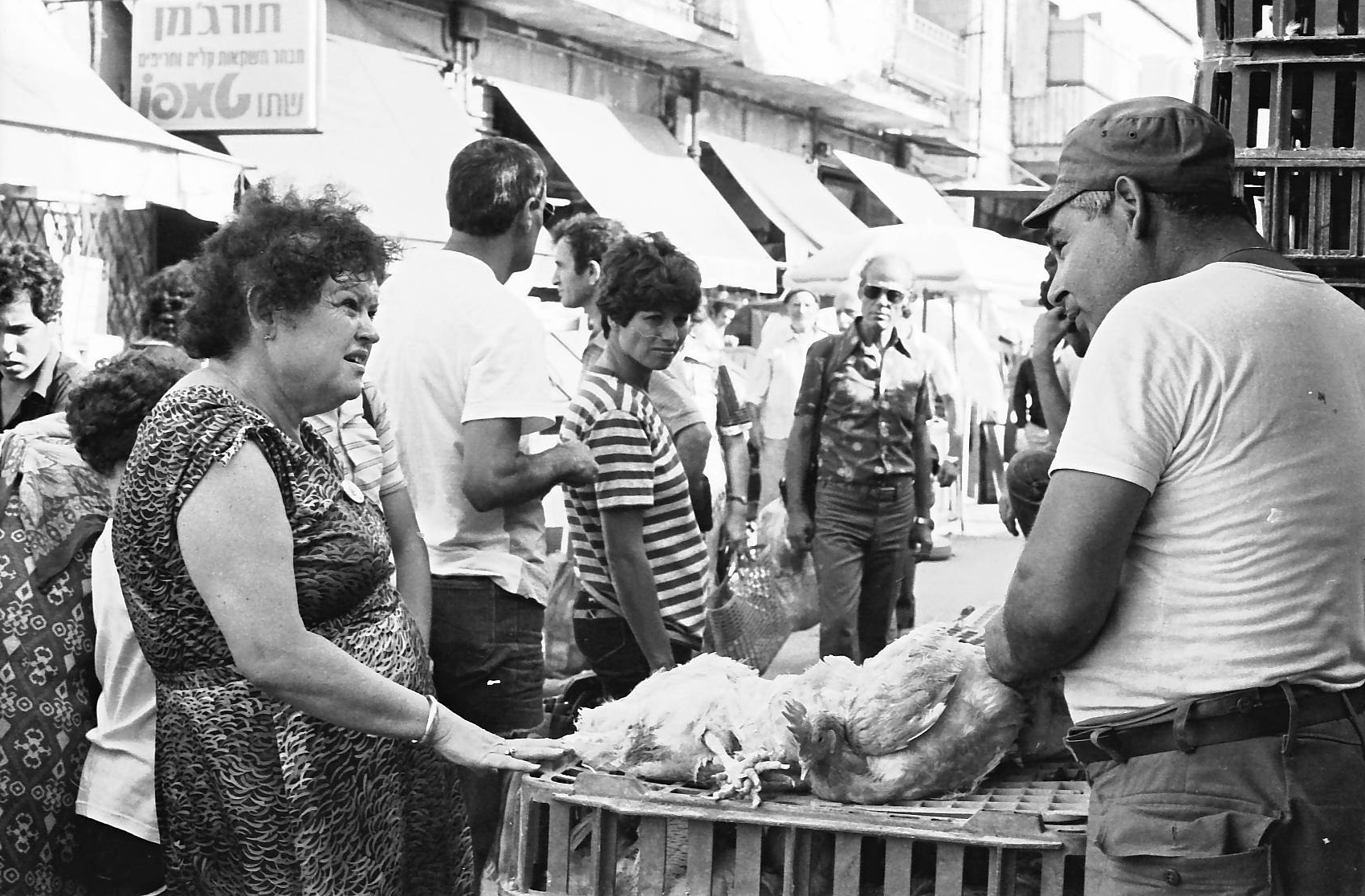
Um vendedor no Mercado Mahane Yehuda, em Jerusalém, vende galos para kaparot, antes do Yom Kipur.

Em uma variante da prática do kaparot, o item a ser doado para a caridade é um galo. Nesse caso, o galo seria balançado no alto enquanto ainda estivesse vivo. Após a conclusão do ritual de kaparot, o galo seria tratado como um produto avícola kosher normal, ou seja, seria abatido de acordo com as leis da shechita. Em seguida, seria doado para caridade para consumo na refeição pré-Yom Kipur. Nos tempos modernos, esta variante do ritual é realizada com um galo para os homens e uma galinha para as mulheres.
Neste caso, a oração recitada se traduz como:
| “ | Esta é minha troca, este é meu substituto, esta é minha expiação. Este galo (galinha) irá para a morte, enquanto eu entrarei e prosseguirei para uma vida longa e boa e para a paz. | ” |

### Usando dinheiro
Em uma segunda variante da prática de kaparot, um saco de dinheiro é colocado na cabeça e depois doado para a caridade.
Neste caso, a oração recitada se traduz como:
| “ | Esta é minha troca, este é meu substituto, esta é minha expiação. Este dinheiro irá para a caridade, enquanto eu entrarei e prosseguirei para uma boa vida longa e para a paz. | ” |

## História
A prática do kaparot é mencionada pela primeira vez por Amram Gaon da Academia de Sura na Babilônia em 670 e mais tarde por Natronai ben Hilai, também da Academia de Sura, em 853. Estudiosos judeus no século IX explicaram que uma vez que a palavra hebraica גבר significa "homem" e "galo", um galo pode substituir como um vaso religioso e espiritual no lugar de um homem.

## Controvérsia histórica

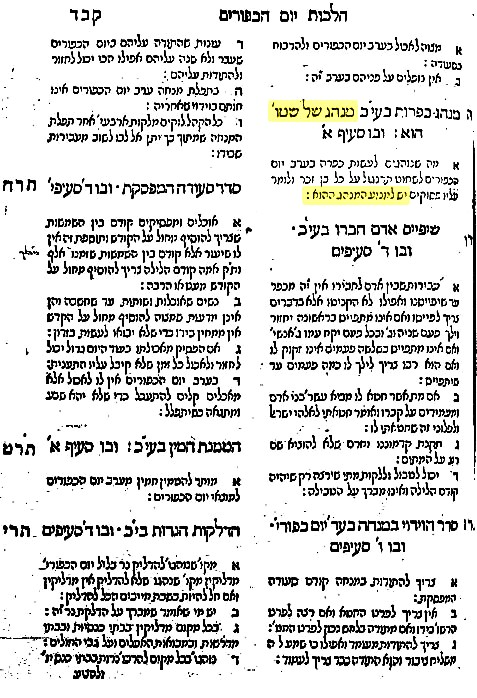
A impressão original de Shulchan Aruch, Orach Chayim, de Joseph ben Ephraim Karo, cap. 605, afirma no título do capítulo que kaparot é um costume sem sentido que deve ser abolido. As edições posteriores removeram isso. No entanto, de acordo com Samson Morpurgo, (Shemesh Tsedakah, 1:23) o cabeçalho do capítulo não foi escrito pelo Rabino Karo, mas foi inserido pelos editores.

Kaparot teve forte oposição de alguns rabinos, entre eles Nachmanides, Shlomo ben Aderet e o rabino sefardita Joseph ben Ephraim Karo no Shulchan Aruch. De acordo com a Mishná Berurah, seu raciocínio baseava-se na cautela de que é semelhante aos rituais não judeus.
O rabino Askenazi Moses Isserles discordou de Karo e encorajou o kaparot. Especialmente nas comunidades Asquenazes, a posição do Isserles passou a ser amplamente aceita, uma vez que os judeus Asquenazes geralmente seguirão as regras haláchicas do Isserles, onde os costumes sefarditas e asquenazes diferem. Também foi aprovado por Asher ben Jehiel (c. 1250–1327) e seu filho Jacob ben Asher (1269–1343) e outros comentaristas. O ritual também foi apoiado por cabalistas, como Isaiah Horowitz e Isaac Luria, que recomendaram a seleção de um galo branco como referência a Isaías 1:18 e que encontraram outras alusões místicas nas fórmulas prescritas. Consequentemente, a prática tornou-se geralmente aceita entre os judeus Asquenazes e hassidim da Europa Oriental. A Mishná Berurah concorda com o Isserles, solidificando o apoio à prática entre os judeus lituanos também. A Mishná Berurah apenas apóia o uso de dinheiro (ou seja, não uma galinha) se houver um problema com o sacrifício devido à pressa ou fadiga.
Na obra Kaf Hachaim do final do século 19, Yaakov Chaim Sofer também aprova o costume dos judeus sefarditas.